# Drégely Gábor
Drégely Gábor, 1901-ig Dessauer Gábor (Budapest, 1883. november 24. – Budapest, 1944. július 24.) magyar író, színdarabíró, gépészmérnök.

## Élete
Budapesten született Dessauer Miksa (1849-1919) kereskedő és Bauer Hermina (1854-1930) gyermekeként. Apai nagyszülei Dessauer Gábor és Donát Cecília, anyai nagyszülei Bauer Ignác és Deutsch Fanni voltak. Egyetemi tanulmányait a Műegyetem mérnök szakán végezte el 1905-ben. 
Első sikerét regényíróként aratta 1903-ban, Lelkek című művével. Első színműve 1908-ban került színpadra. 1913-ban nagy siker volt az Isteni szikra című komédiája, II. Vilmos német császár paródiája. A világsikert a Kisasszony férje című vidám darabja hozta meg számára 1915-ben. Későbbi darabjait is szívesen mutatták be a színházak.

## Művei
- Lelkek (regény, 1903)
- Szerencse fia (színmű, 1908)
- Isteni szikra (színmű, 1913)

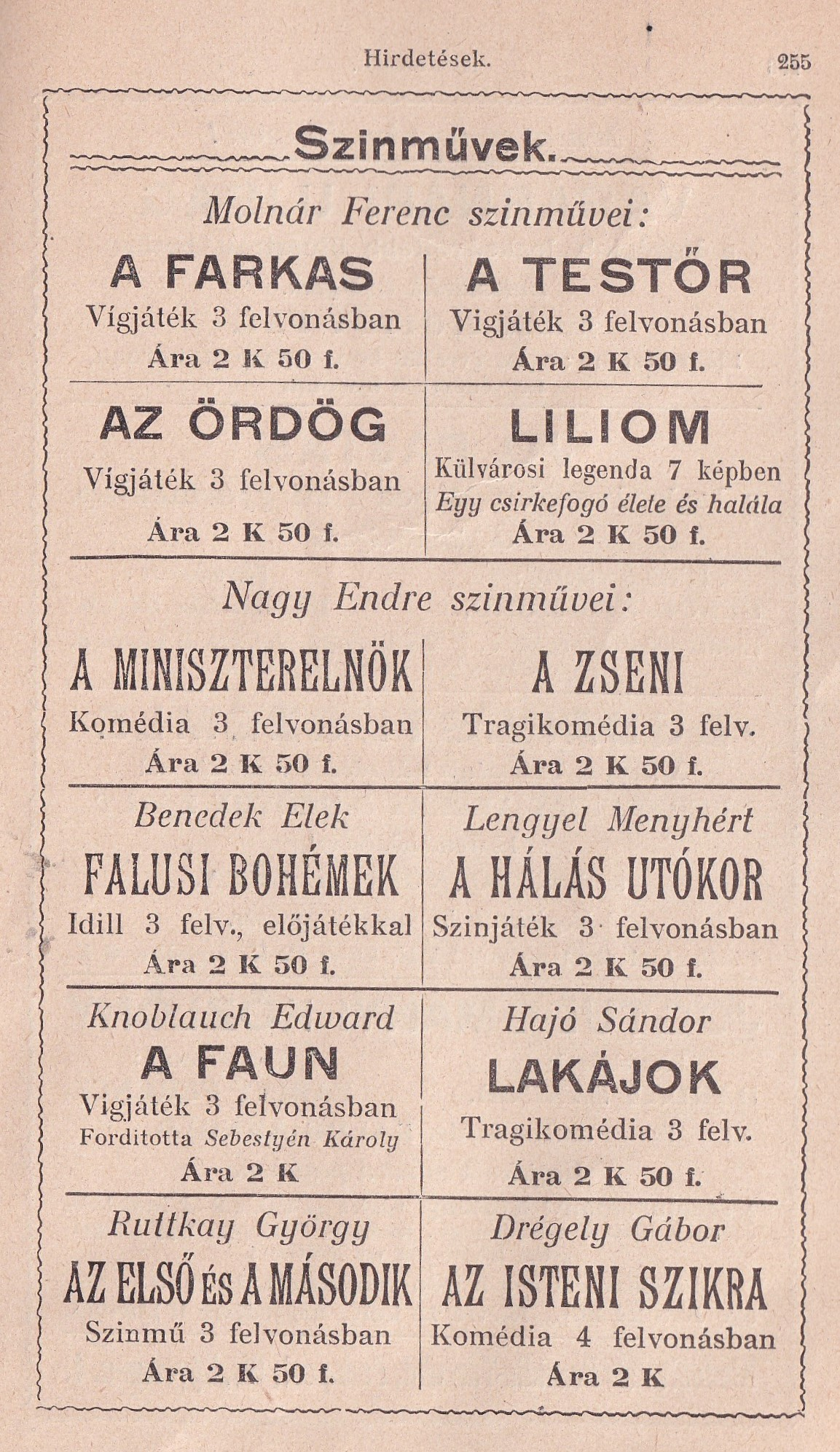
Isteni szikra című művének korabeli hirdetése

- A kisasszony férje (vígjáték, 1915) – Vojnits-jutalommal elismert mű. Operett is készült belőle Ábrahám Pál zenéjével, Az utolsó Verebély lány címmel (1928), a verseket Harmath Imre írta hozzá.
- Egy férj, aki mindent tud (1918)
- A vörös ember (Liptai Imrével, 1924)
- A védtelen nő (komédia, 1925)
- Valaminek történni kell (Lakatos Lászlóval, 1929)

## Librettói
- Reinitz Béla: Háztűznéző (1918)
- Marton G.: Naplopó (Liptai Imrével, 1929)